# Niederndorf (Herzogenaurach)

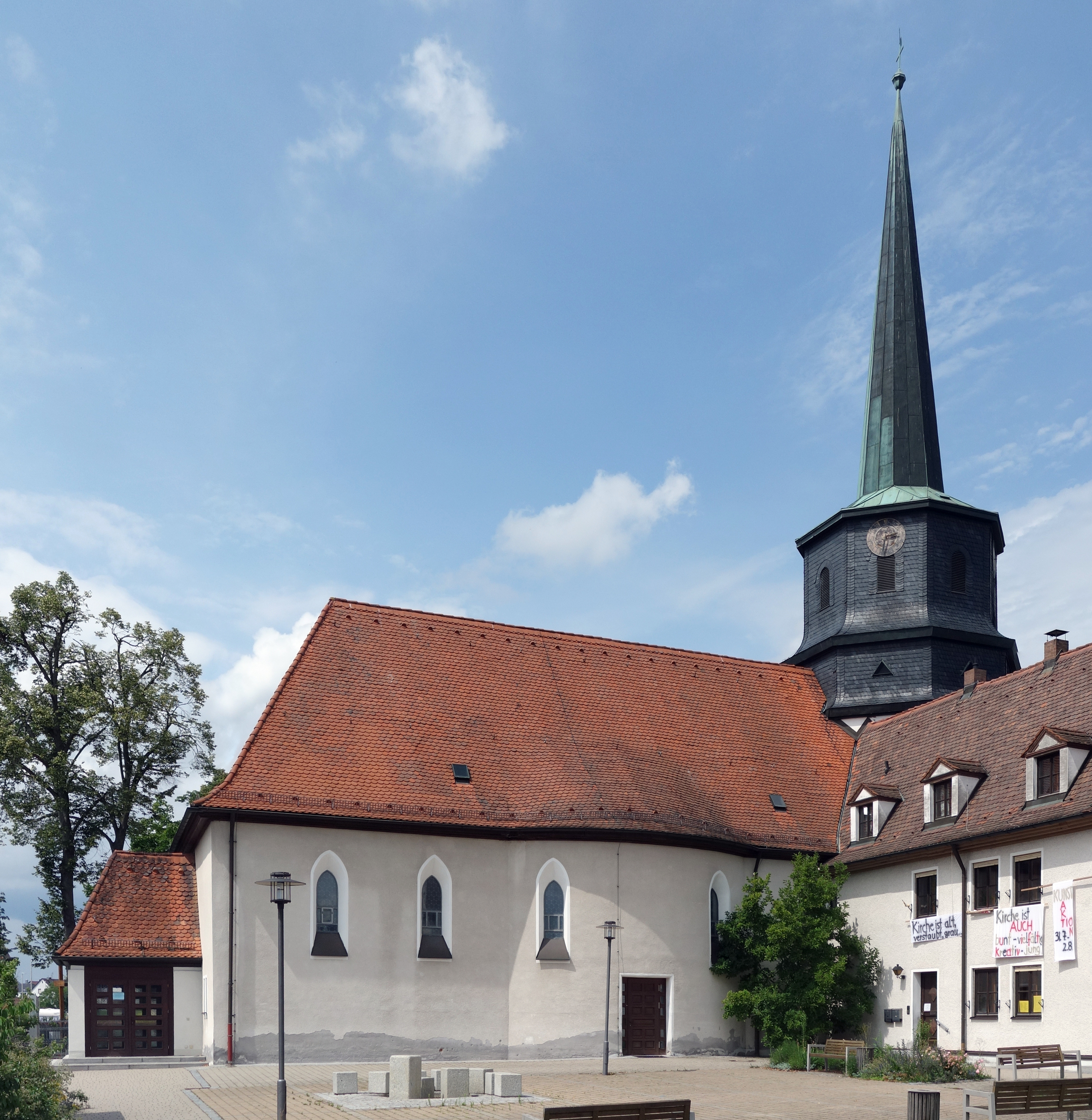
Pfarrkirche St. Josef

Niederndorf ist ein Gemeindeteil sowie eine Gemarkung der Stadt Herzogenaurach im Landkreis Erlangen-Höchstadt (Mittelfranken, Bayern). Die Gemarkung Niederndorf hat eine Fläche von 6,190 km² und ist in 3076 Flurstücke aufgeteilt, die eine durchschnittliche Flurstücksfläche von 2012,34 m² haben. In ihr liegen neben dem namensgebenden Ort  Teile des Gemeindeteils Herzo Base und die Einöde Lohhof.

## Geographie
Das Pfarrdorf Niederndorf bildet mit dem östlich gelegenen Herzogenaurach eine geschlossene Siedlung. Im Osten grenzt es direkt an Neuses, einem Gemeindeteil der kreisfreien Stadt Erlangen. Am südlichen Rand verläuft die Mittlere Aurach, ein linker Nebenfluss der Regnitz. Im Osten fließt das Eichholzbächlein vorbei und mündet südlich in die Aurach. Im Nordosten grenzt das Flurgebiet Weiheräcker an, noch weiter nordöstlich liegt der Klosterwald. Im Süden erheben sich der Behälterberg (327 m ü. NHN) und der Stockberg (321 m ü. NHN).

## Geschichte
Niederndorf wurde während der zweiten fränkischen Siedlungswelle im 9. Jahrhundert an zwei wichtigen Handelsstraßen als Haufenwegedorf planmäßig angelegt. 1339 wurde der Ort erstmals urkundlich erwähnt. Lehnsherr war das Hochstift Bamberg. Seit Anfang des 15. Jahrhunderts waren die Lehensträger überwiegend Nürnberger Patrizier, daneben auch das Kloster Frauenaurach.
Gegen Ende des 18. Jahrhunderts gab es in Niederndorf 27 Anwesen und ein Gemeindehirtenhaus. Das Hochgericht übte das bambergische Centamt Herzogenaurach aus. Die Dorf- und Gemeindeherrschaft hatte das Kastenamt Herzogenaurach. Grundherren waren das Kastenamt Herzogenaurach (2 Halbhöfe, 3 Güter, 7 Gütlein), das brandenburg-bayreuthische Klosteramt Frauenaurach (1 Höflein, 2 Gütlein), das nürnbergische Spitalamt (1 Gut), Nürnberger Eigenherren (von Kreß: 2 Güter, von Scheurl: 3 Güter), das Rittergut Wilhermsdorf (1 Hof) und der Rat Herzogenaurach (4 Güter).
1810 kam Niederndorf an das Königreich Bayern. Im Rahmen des Gemeindeedikts wurde der Ort dem 1811 gebildeten Steuerdistrikt Herzogenaurach zugeordnet. Mit dem Zweiten Gemeindeedikt (1818) entstand die Ruralgemeinde Niederndorf, zu der Lohhof gehörte. Sie war in Verwaltung und Gerichtsbarkeit dem Landgericht Herzogenaurach zugeordnet und in der Finanzverwaltung dem Rentamt Erlangen. In der freiwilligen Gerichtsbarkeit unterstanden drei Anwesen den Freiherren von Scheurl (bis 1820), ein Anwesen den Freiherren von Kreß (bis 1839) und zwei Anwesen dem Patrimonialgericht Wilhermsdorf (bis 1839). Am 1. Oktober 1847 wurde die Finanzverwaltung vom Rentamt Herzogenaurach übernommen. Ab 1862 gehörte Niederndorf zum Bezirksamt Höchstadt an der Aisch (1939 in Landkreis Höchstadt an der Aisch umbenannt) und weiterhin zum Rentamt Herzogenaurach (1919 in Finanzamt Herzogenaurach umbenannt, seit 1929: Finanzamt Erlangen). Die Gerichtsbarkeit blieb beim Landgericht Herzogenaurach (1879 in das Amtsgericht Herzogenaurach umgewandelt), seit 1959 ist das Amtsgericht Erlangen zuständig. Die Gemeinde hatte eine Gebietsfläche von 6,133 km².
Ursprünglich war Niederndorf ein reines Bauerndorf. Als gegen Ende des 19. Jahrhunderts viele von dem Ertrag nicht mehr leben konnten, gingen sie dem Maurerhandwerk nach. Seitdem war Niederndorf auch als „Maurerdorf“ bekannt. Die 1894 eröffnete Lokalbahn sorgte für Wachstum. So entstand nach dem 1. Weltkrieg westlich der Lohhofer Straße eine neue Siedlung. Nach dem 2. Weltkrieg entstand durch den Zuzug vieler Heimatvertriebener im Norden eine weitere Siedlung.
Am 1. Mai 1978 wurde Niederndorf im Zuge der Gebietsreform in die Stadt Herzogenaurach eingegliedert.

### Baudenkmäler
- An der Aurach 45: Hierzu Böschungsmauer mit schrägen Streben
- Sankt-Josefs-Platz 8: Pfarrkirche zum Hl. Josef mit dazugehörigen Nebengebäuden
- Zum Voltensteg 4: Wohnhaus
- Grenzstein
- Steinkreuz

### Einwohnerentwicklung
Gemeinde Niederndorf
| Jahr      | 1818   | 1840   | 1852   | 1855   | 1861   | 1867   | 1871   | 1875   | 1880   | 1885   | 1890   | 1895   | 1900   | 1905   | 1910   | 1919   | 1925   | 1933   | 1939   | 1946   | 1950   | 1952   | 1961   | 1970   |
| Einwohner | 274    | 316    | 341    | 369    | 329    | 349    | 384    | 372    | 409    | 428    | 425    | 425    | 443    | 422    | 461    | 507    | 554    | 624    | 669    | 961    | 1004   | 1051   | 1316   | 1610   |
| Häuser    | 41     |        |        |        |        |        | 70     |        |        | 77     | 76     |        | 78     |        |        |        | 97     |        |        |        | 149    |        | 221    |        |
| Quelle    | [ 15 ] | [ 16 ] | [ 16 ] | [ 16 ] | [ 17 ] | [ 18 ] | [ 19 ] | [ 20 ] | [ 21 ] | [ 22 ] | [ 23 ] | [ 16 ] | [ 24 ] | [ 16 ] | [ 25 ] | [ 16 ] | [ 26 ] | [ 16 ] | [ 16 ] | [ 16 ] | [ 27 ] | [ 16 ] | [ 11 ] | [ 28 ] |

Ort Niederndorf
| Jahr      | 001818 | 001829 | 001861 | 001871 | 001885 | 001900 | 001925 | 001950 | 001961 | 001970 | 001987 | 002016 | 002019 | 002023 |
| Einwohner | 264    | 300    | 318    | 369    | 413    | 435    | 536    | 986    | 1298   | 1595   | 2539   | 2918   | 2889   | 2990   |
| Häuser    | 39     | 43     |        |        | 75     | 77     | 95     | 147    | 219    |        | 687    |        |        |        |
| Quelle    | [ 15 ] | [ 29 ] | [ 17 ] | [ 19 ] | [ 22 ] | [ 24 ] | [ 26 ] | [ 27 ] | [ 11 ] | [ 28 ] | [ 30 ] | [ 31 ] | [ 1 ]  | [ 1 ]  |

## Religion
Der Ort ist römisch-katholisch geprägt und war ursprünglich nach St. Magdalena (Herzogenaurach) gepfarrt. 1923 wurde die katholische Pfarrkirche St. Josef mit Pfarrzentrum erbaut. Die Einwohner evangelisch-lutherischer Konfession sind in die Evangelische Stadtkirche Herzogenaurach gepfarrt.

## Verkehr
Die Staatsstraße 2263 verläuft nach Herzogenaurach (2,5 km westlich) bzw. über Neuses zur Staatsstraße 2244 (2 km östlich), die einen Kilometer weiter östlich zur Anschlussstelle 82 der Bundesautobahn 3 führt. Die Kreisstraße ERH 25/FÜ 21 verläuft zum Gewerbegebiet von Herzo Base (1,7 km nördlich) bzw. nach Obermichelbach (4 km südlich). Eine Gemeindeverbindungsstraße verläuft nach Hauptendorf (0,4 km südlich).
Der Ort liegt an der mittlerweile eingestellten Bahnstrecke Erlangen-Bruck-Herzogenaurach. Es besaß einen eigenen Bahnhof.

## Persönlichkeiten
- Thomas Fink (* 1935 in Niederndorf; † 2023), Jazz-Pianist, Träger des Bundesverdienstkreuzes
- Elke Sommer (* 1940), deutsche Schauspielerin, wuchs in Niederndorf auf.